# نبراوات
نبراوات أو فوق فصيلة ذباب الأوسترويديا (الاسم العلمي: Oestroidea)، هي فصيلة عليا من الذباب وتنتمي إلى ذوات القلنسوة. تضم الخوتعيات والنبريات وذبابة اللحم، وأقاربهم.